# Ger Soepenberg
Gerrit-Jan Soepenberg (* 1. Mai 1983; † 8. Juli 2014) war ein niederländischer Radrennfahrer.
Ger Soepenberg begann seine Karriere 2003 bei dem niederländischen Radsportteam Löwik Meubelen. In seinem zweiten Jahr gewann er die Omloop van de Alblasserwaard. Zur Saison 2006 wechselte er zu Fondas-P3Transfer, wo er De Drie Zustersteden für sich entschied. Anfang des Jahres 2007 gewann Soepenberg bei der Tour of Siam zwei Etappen und wurde einmal Dritter. Im Saison 2009–2010 fuhr er für das KrolStonE Continental Team.
Im Juli 2006 wurde Soepenberg wegen Dopings mit Salbutamol verwarnt. 2010 beendete er seine Radsportkarriere und wurde Zimmermann. Am 8. Juli 2014 erstarb er durch ein Herzstillstand.

## Erfolge
2004
- Omloop van de Alblasserwaard

2007
- zwei Etappen Tour of Siam
- eine Etappe Vuelta a León

## Teams
- 2003 Löwik Meubelen-Tegeltoko
- 2004 Löwik Meubelen-Tegeltoko
- 2005 Löwik Meubelen-Van Losser
- 2006 Fondas-P3Transfer
- 2007 Fondas-P3Transfer
- 2008 P3 Transfer-Batavus
- 2009 KrolStonE Continental Team